# Gina Bellman
Gina Bellman  (* 10. července 1966 Auckland, Nový Zéland) je britská herečka narozená na Novém Zélandu, která hrála v seriálu Dokonalý podraz Sophii Devereaux. Za tuto roli byla nominována na Saturn Award jako nejlepší seriálová herečka ve vedlejší roli.

## Dětství
Narodila se rodičům rusko-polského a židovského původu, kteří emigrovali z Anglie na Nový Zéland kolem roku 1950. Její rodina se vrátila do Spojeného království v době kdy jí bylo 11 let.

## Kariéra
Po debutu v epizodě Into the Labyrinth v roce 1982 a dvou epizodách v Grange Hill v roce 1984, účinkovala jako stejnojmenná postava v dramatu Dennise Pottera Blackeyes. Je také známa[zdroj⁠?!] svou rolí Jane v sitcomu Coupling. Její další televizní role byly ve Waking the Dead, Jonathan Creek, Little Napoleons, Only Fools and Horses a v Hotel Babylon. Také hrála ve filmu Král David po boku Richarda Gera a Edwarda Woodwarda. V roce 1992 ztvárnila postavu Anny ve slovenském filmu Všetko čo mám rád režiséra Martina Šulíka.
V roce 2007 byla druhou hlavní postavou po boku Jamese Nesbitta na BBC One v dramatu seriálu Jekyll, moderní verze Roberta Louise Stevensona o významném případu Dr. Jekylla a pana Hyda napsaného Stevenem Moffatem. V letech 2008 až 2012 hrála v TNT drama seriálu Leverage po boku Timothyho Huttona. V roce 2013 se podílela na dabingu literární antologie lásky The Love Book App.
Je stálou členkou Královského národního divadla v Londýně, kde účinkuje např. v tragédii From Morning to Midnight.

## Osobní život
V letech 2005 až 2007 byla vdaná za španělského architekta Lucha Brievu. V roce 2009 se jí narodila dcera Romy. V září 2013 se provdala za Zaabu Sethnu.